# 広瀬臺山

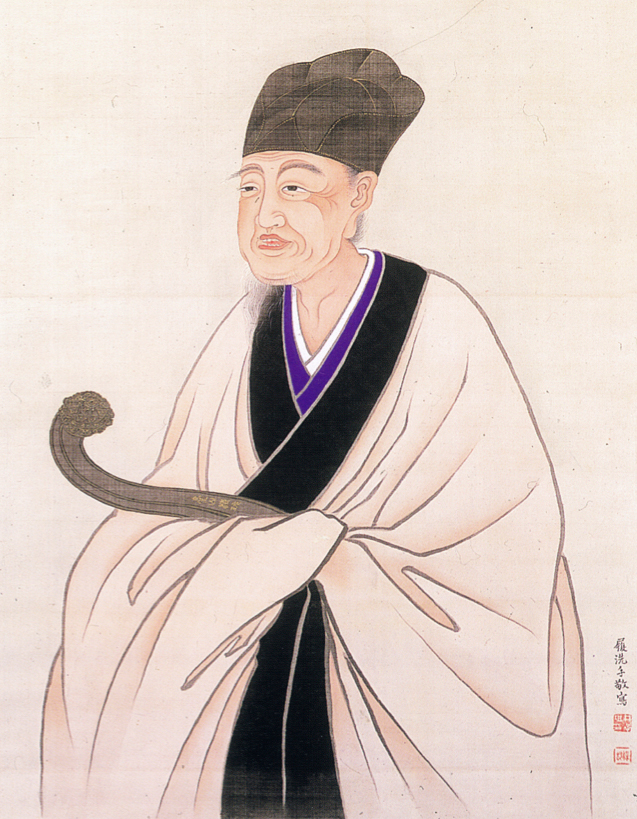
井上雲樵筆 広瀬臺山肖像図

広瀬 臺山（ひろせ たいざん、宝暦元年（1751年） - 文化10年10月13日（1813年11月5日））は江戸時代中期後期の文人画家。
初名を惟馨としたが家臣となって藩主の号に近いことを避けて清風に改める。同じく字も徳卿から穆甫とした。通称を周蔵・雲大夫。臺山は号、別号に白雲窩・書画斎など。津山藩藩士。大坂に生まれる。

## 略伝

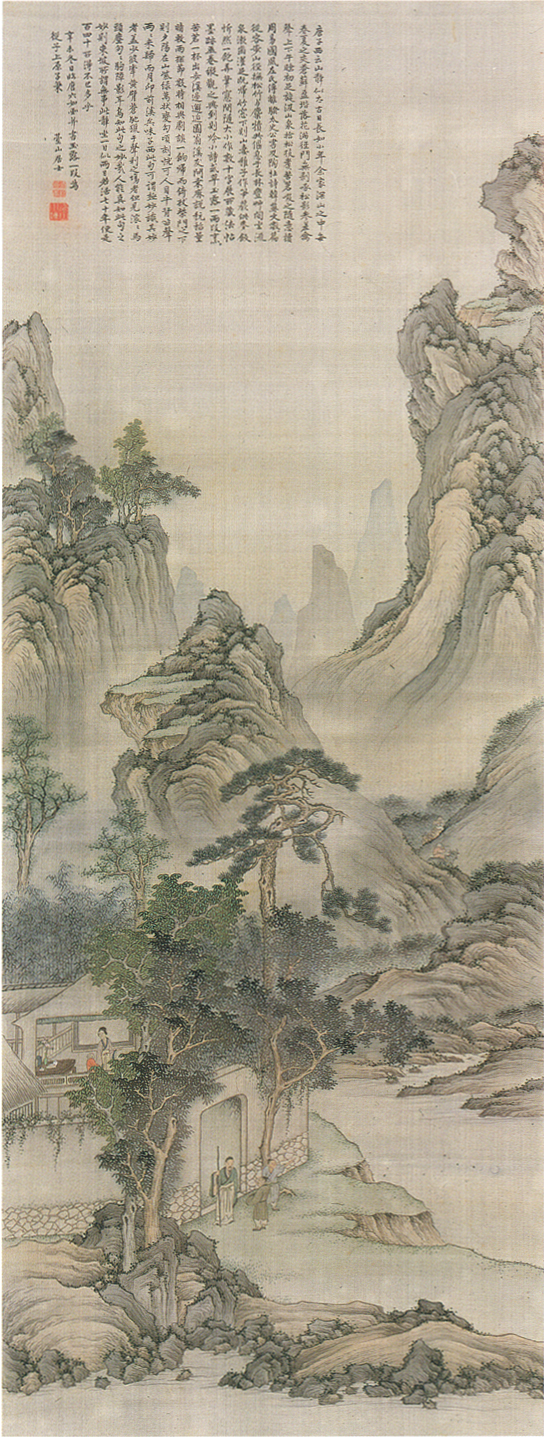
臺山筆 山静日長図

美作津山藩藩士広瀬義平の長男。大坂蔵屋敷で生まれた。大坂では池大雅の高弟・福原五岳に就いて画技を学ぶ。安永年（1775年）、25歳の時父を連れ立って津山に帰藩。このとき師・五岳より「画石三面法図」を贈られている。

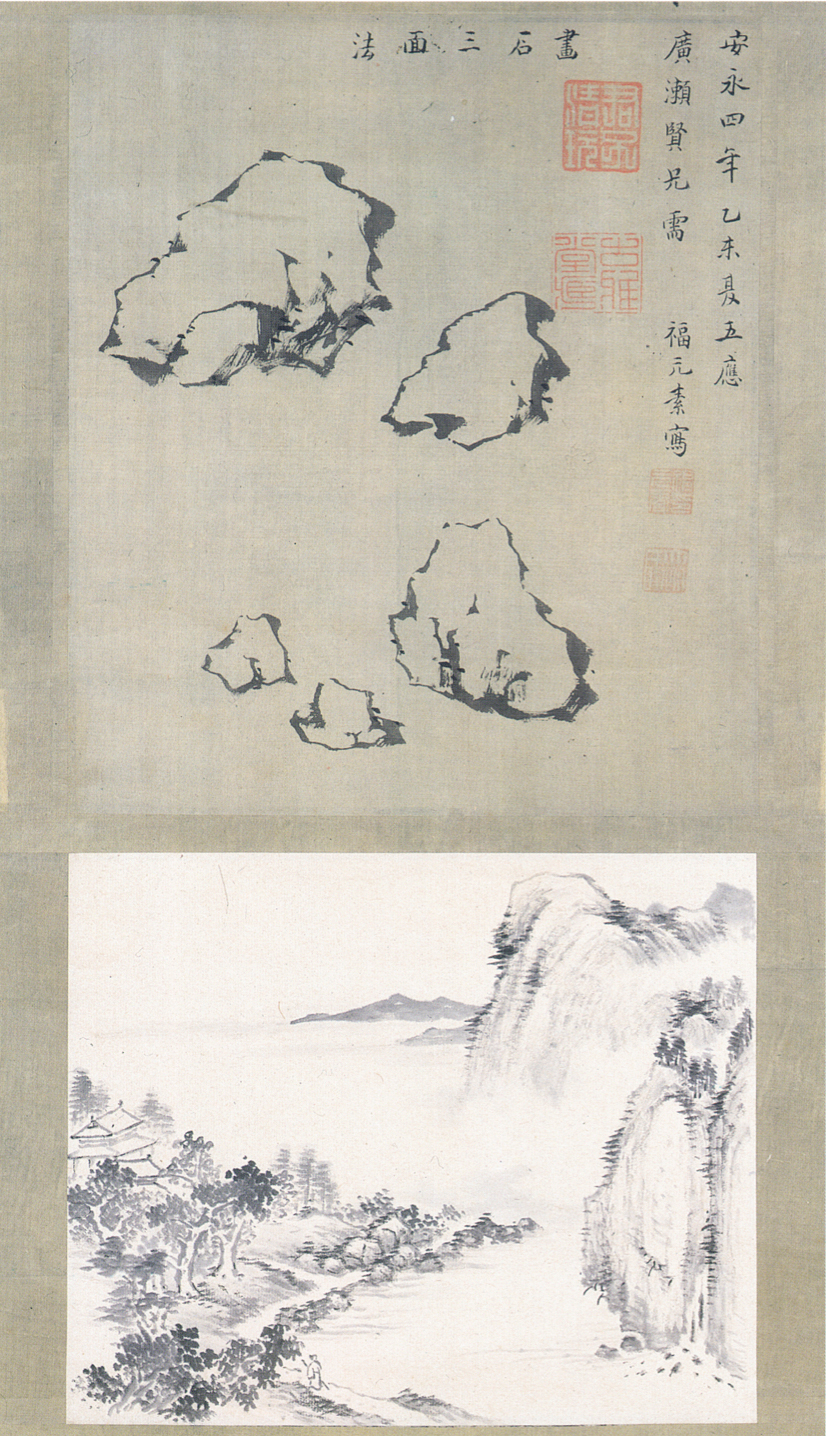
福原五岳筆 画石三面法図 （津山に帰るときに師五岳から贈られた作品）

同8年（1779年）29歳で家督を相続し、翌年9月、京都御留守居見習となり京都に上った。天明元年（1781年）4月、31歳のとき江戸詰を命じられる。寛政3年（1791年）、雲大夫と改称。享和3年（1803年）53歳のとき、病気を理由に致仕し、藩邸から離れた麻布長坂に棲み、画作に励んだ。文化8年（1811年）9月、61歳で故郷津山に戻り、しばらく上原家に仮託するが、12月に新田村に居宅を構えた。画作を続けたが、文化10年（1813年）10月、63歳にて病没。
臺山は、松平楽翁・上杉鷹山・増山雪斎ら諸大名や雲室・片桐蘭石・松崎慊堂・谷文晁・木村蒹葭堂など名だたる文人と交友した。
津山に帰ったわずかの間であったが門弟・飯塚竹斎に画技を伝えている。

### 『文武雅俗經渭辨』
『文武雅俗經渭辨』上下2冊 は寛政9年刊行（1797年）に出版された。執筆はこれよりかなり以前で、天明6年（1786年）には藩主松平康哉に上覧し、翌年には松平定信も入手している。刊行後は、『臺山随筆』と改題されたり、巻末に「小頑俗訓」が掲載された刊本が出ている。
武士社会の規範の緩みを嘆き、本来の武士のあり方を説いた。「聖人の道が文であり、それが行われることが武である。文武とはひとつであり、武士たる者は文武兼備であること」と主張。

### 『白雲餘影』について
大正元年（1911年）、広瀬臺山百年忌に遺墨展が開催され、津山を中心に250点の作品が集められた。そのうち92点を掲載した遺墨集が『白雲餘影』として刊行された。その後、昭和12年（1937年）に帝国美術院付属美術研究所の主催で百二十五周忌記念遺墨展覧会が開催され、翌年『広瀬臺山遺墨集』が刊行された。臺山が世に知られる契機となった。

## 作品
- 「梅花書屋図」1800年
- 「江山秋色図」1805年
- 「雲松烟柏図」1811年
- 「竹林図襖絵」津山郷土博物館[3]
- 「松下人物図」 岡山県立美術館
- 「唐人物図」 岡山県立美術館
- 「滝見美人図」 岡山県立美術館
- 「上杉鷹山正月図」 米沢市上杉博物館
- 「甲斐国猿橋図」
- 「日光裏見滝図」
- 「金彩青緑山水図」

### ギャラリー

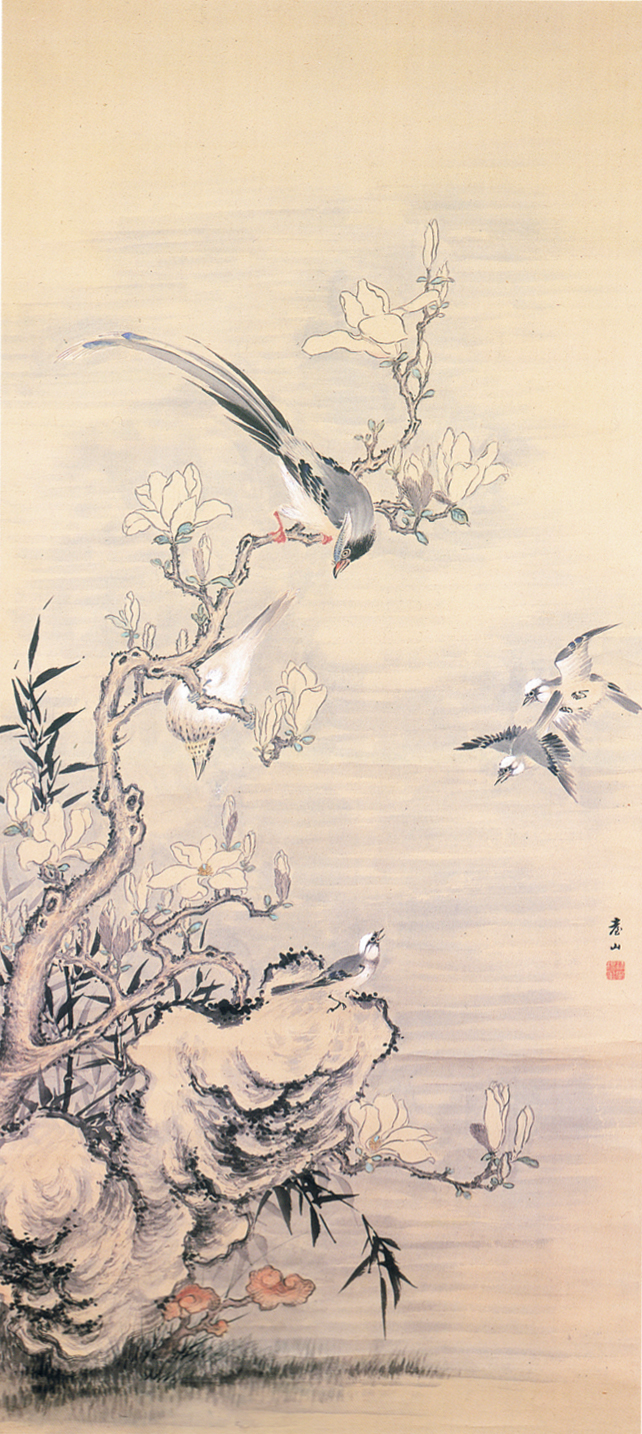
花鳥図
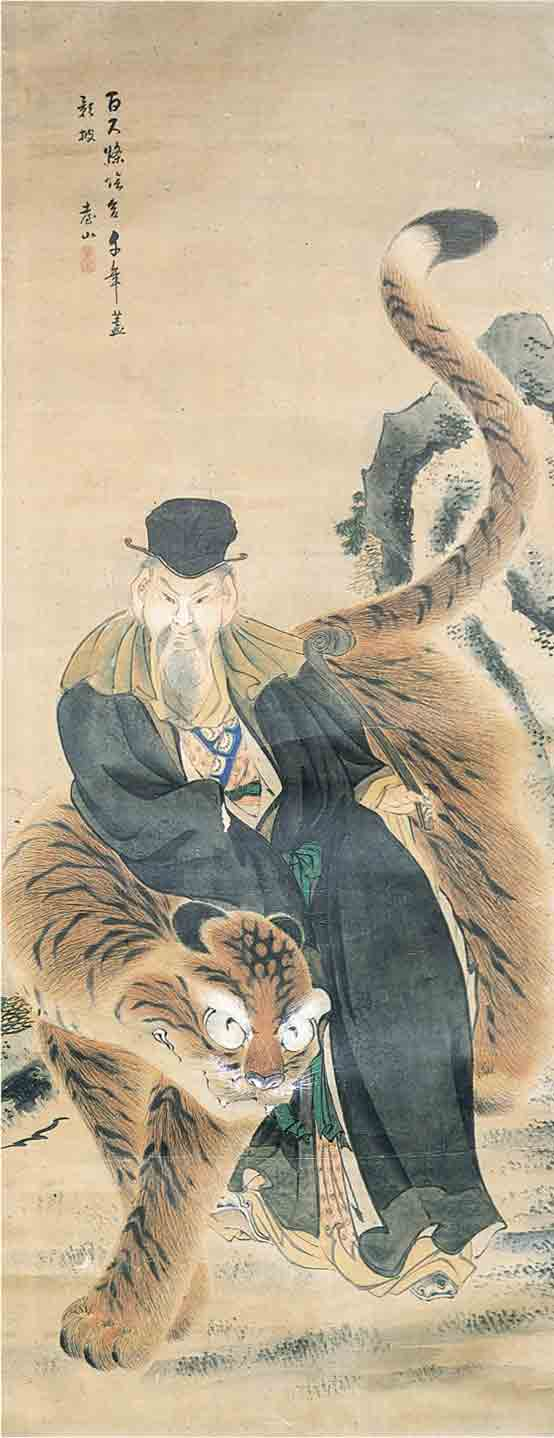
高士愛虎図
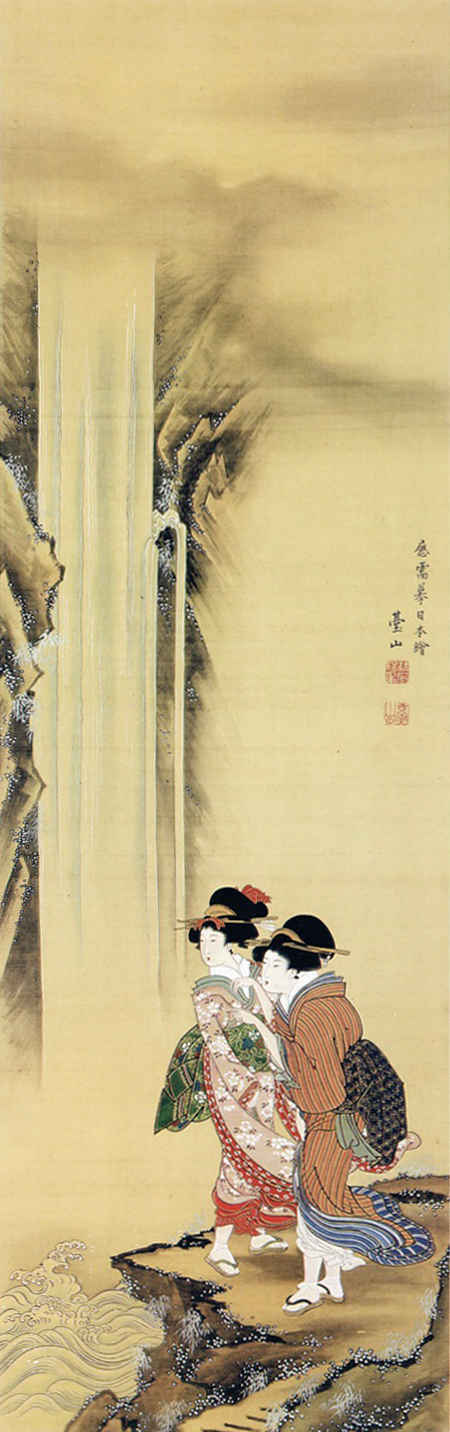
滝見美人図
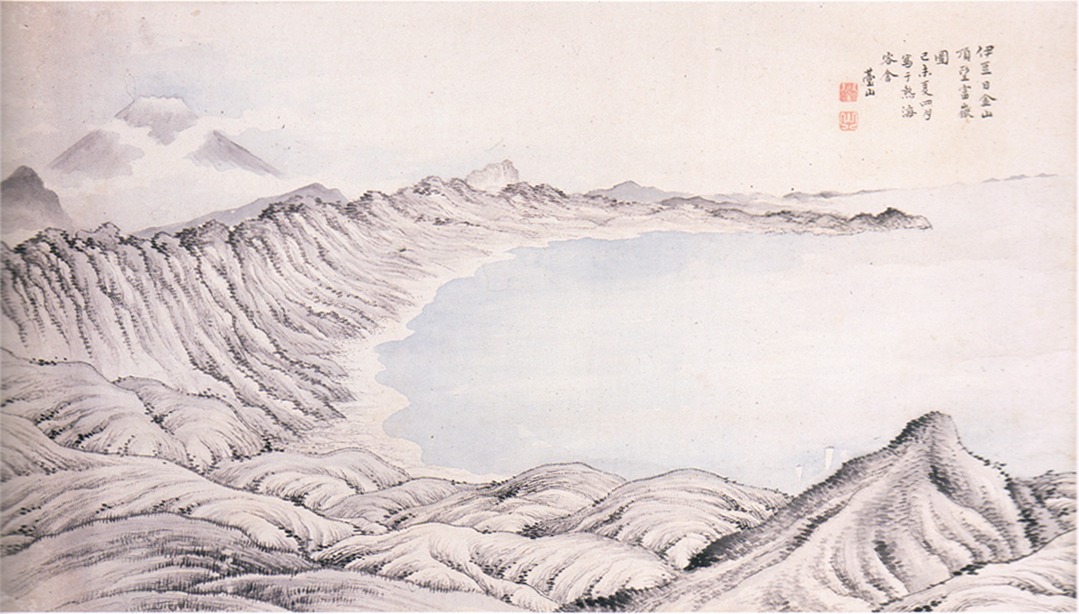
富嶽真景図
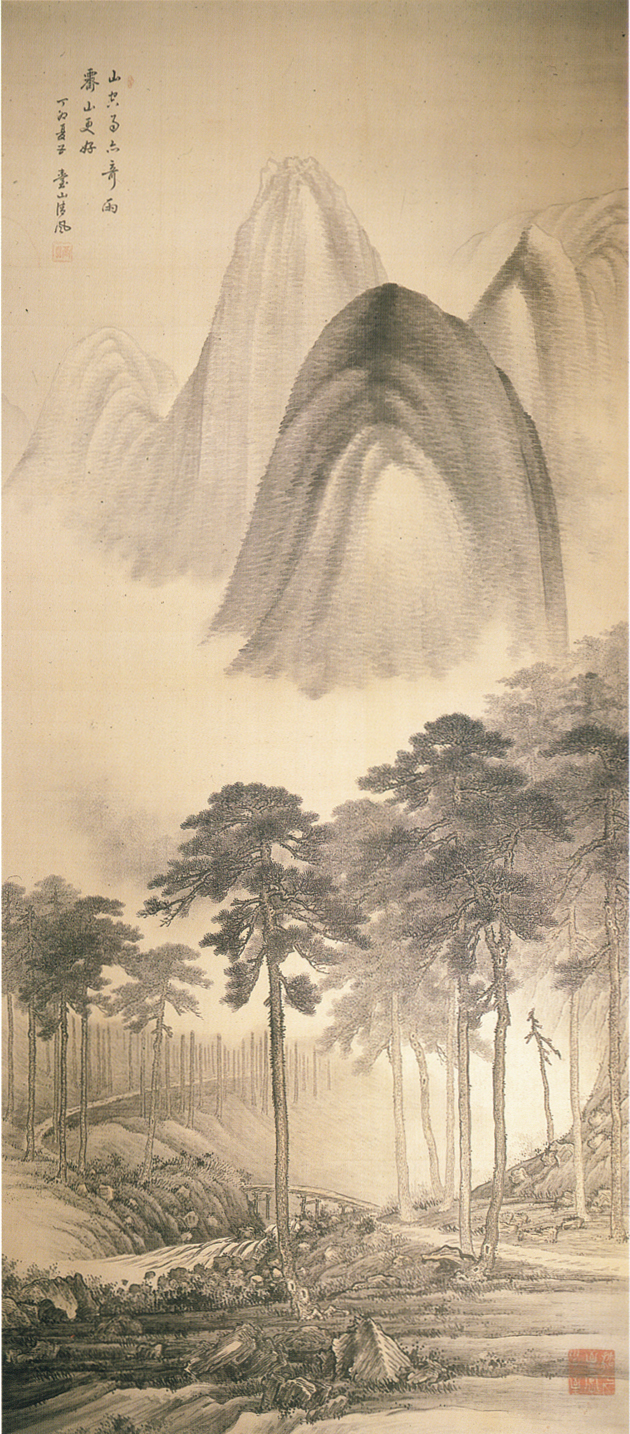
米法雨霽山水図
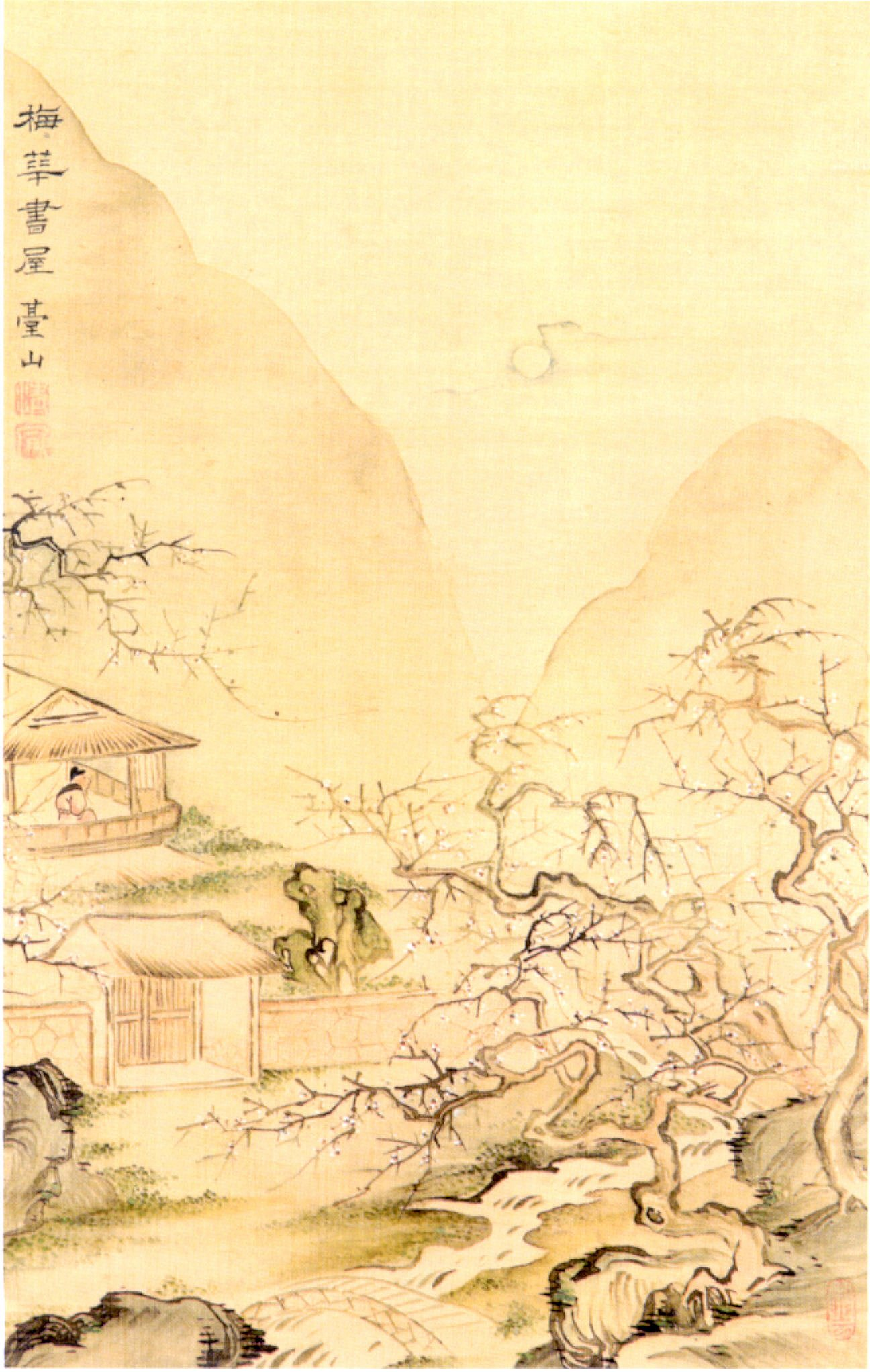
梅花書屋図

## 脚註
1. ↑  津山藩主松平康哉の落款印章は「知卿」・「徳馨」を用いている。「津山温知会誌」
2. ↑  「広瀬家系譜」（栗原直著『広瀬臺山』三樹書房）
3. ↑  津山郷土博物館